# Noceda de Rengos
Noceda de Rengos (en asturiano y oficialmente: Noceda) es una parroquia del concejo de Cangas del Narcea, en el Principado de Asturias, España.